# Baalsaurus
Baalsaurus – rodzaj wymarłego dinozaura, zauropoda z grupy tytanozaurów.

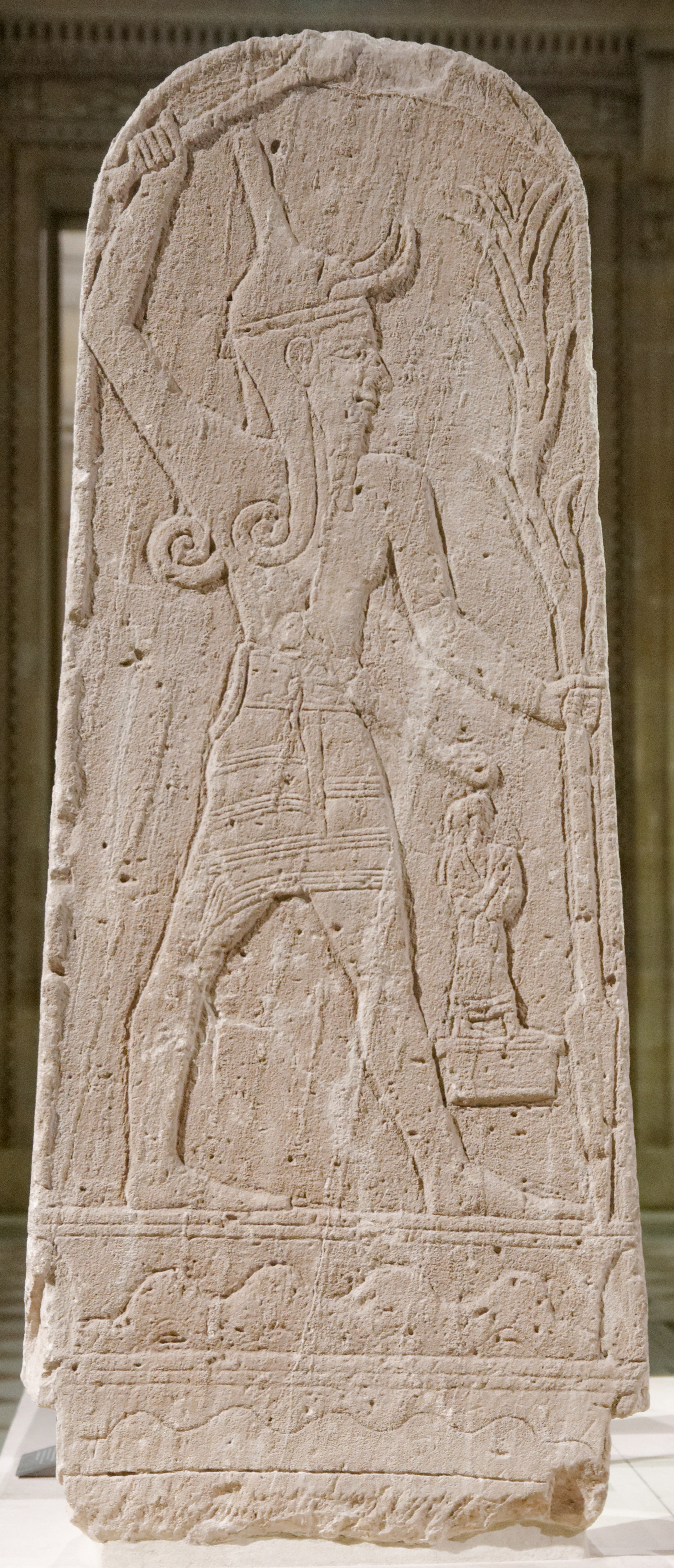
Nowemu rodzajowi nadano nazwę odwołującą się do Baala, fenickiego i kanaanejskiego bóstwa płodności

Pozostałości nowego dinozaura odkryto w Argentynie, w Patagonii. W obrębie grupy Neuquén znajdują się tam skały formacji Portezuelo, powstałe w kredzie późnej, w turonie bądź koniaku. Wśród nich, na północnym wybrzeżu jeziora Barreales, w miejscu zwanym Baal, odnaleziono kość zębową. Udało się zidentyfikować ją jako należącą do przedstawiciela tytanozaurów. Kości zębowe tytanozaurów należą do rzadkości, wcześniej udało się znaleźć jedynie u 9 taksonów. Ich kształt porównuje się do liter L bądź U, w przypadku nowego taksonu zachodzi ta pierwsza sytuacja. Nowe znalezisko charakteryzowało się również niespotykanymi u wcześniej opisanych tytanozaurów cechami, pozwalającymi na zaliczenie go do nowego rodzaju tytanozaurów. Na przedniej gałęzi rzeczonej kości leżały zębodoły dla 10 zębów. Spojenie żuchwy kierowało się ku przodowi i brzusznie. Trzecią z apomorfii stanowił szeroki rów na brzusznej powierzchni, noszący miano Meckela, położony w pobliżu blaszki tworzącej kil kostny. Rodzajowi nadano nazwę Baalsaurus, odnosząc się do miejsca znalezienia skamieniałości zwanego Baal, noszącego imię kanaanejskiego i fenickiego bóstwa płodności Baala. Drugi człon nazwy saurus oznacza jaszczura. W obrębie rodzaju umieszczono pojedynczy gatunek B. mansillai. Nazwa epitetu gatunkowego upamiętnia odkrywcę żuchwy, technika Muzeum Geologii i Paleontologii Uniwersytetu w Comahue Juana Eduardo Mansillę.